# Saint-Martin-Belle-Roche
Pour les articles homonymes, voir Saint-Martin et Belle Roche (homonymie).
Saint-Martin-Belle-Roche est une commune française située dans le département de Saône-et-Loire, en région Bourgogne-Franche-Comté.

## Infrastructures et activités
Saint-Martin-Belle-Roche possède un Intermarché Contact ainsi qu'une station service situés au lieu-dit Chassagne. Dans cette petite zone est également présente une pharmacie, une boulangerie, ainsi qu'une station de lavage.
Le village possède également un bar-tabac : « Le Saint Martin » ainsi que deux restaurants : « Chez Yvon et Colette » en face de l'église, et « Le Port Saint Nicolas », en bord de Saône.
Des coiffeurs, le cabinet du docteur Ferrain, un kinésithérapeute et le cabinet d'infirmier sont également à la disposition des habitants.
Le village possède son gymnase et ses terrains de tennis, et possède un club de basket-ball. Il possède également son club de football, en alliance avec le village voisin : Senozan, puisque le club se nomme « USSMS : Saint Martin-Senozan ».
La construction d'une maison de repos dans la zone commerciale de Saint-Martin a débuté en avril 2020. Accolée à la pharmacie du village, le but est de réunir en cet endroit un pôle médical.
La construction de logements sociaux ainsi que de nouveaux appartements est prévue.
Située à moins de 8 km de Mâcon, Saint-Martin-Belle-Roche reste une commune rurale, rythmée par diverses formes d'agriculture : cultures, élevage, viticulture...

## Géographie
Saint-Martin-Belle-Roche est un village du Mâconnais en val de Saône, situé entre la D 906 (ex-nationale 6) et l'A6.
La commune est traversée par la Saône, rivière située à 205 mètres d'altitude de moyenne sur la commune.

### Communes limitrophes
Les communes limitrophes sont Asnières-sur-Saône, Vésines, Charbonnières, Mâcon et Senozan.

### Climat
Pour des articles plus généraux, voir Climat de la Bourgogne-Franche-Comté et Climat de Saône-et-Loire.
En 2010, le climat de la commune est de type climat océanique altéré, selon une étude du Centre national de la recherche scientifique s'appuyant sur une série de données couvrant la période 1971-2000. En 2020, Météo-France publie une typologie des climats de la France métropolitaine dans laquelle la commune est exposée à un climat semi-continental et est dans la région climatique Bourgogne, vallée de la Saône, caractérisée par un bon ensoleillement (1 900 h/an), un été chaud (18,5 °C), un air sec au printemps et en été et des vents faibles.
Pour la période 1971-2000, la température annuelle moyenne est de 11,6 °C, avec une amplitude thermique annuelle de 17,9 °C. Le cumul annuel moyen de précipitations est de 834 mm, avec 10,9 jours de précipitations en janvier et 7,5 jours en juillet. Pour la période 1991-2020, la température moyenne annuelle observée sur la station météorologique de Météo-France la plus proche, « Mâcon », sur la commune de Charnay-lès-Mâcon à 9 km à vol d'oiseau, est de 12,3 °C et le cumul annuel moyen de précipitations est de 833,7 mm. 
La température maximale relevée sur cette station est de 39,8 °C, atteinte le 13 août 2003 ; la température minimale est de −21,4 °C, atteinte le 15 février 1956,,.
Les paramètres climatiques de la commune ont été estimés pour le milieu du siècle (2041-2070) selon différents scénarios d'émission de gaz à effet de serre à partir des nouvelles projections climatiques de référence DRIAS-2020. Ils sont consultables sur un site dédié publié par Météo-France en novembre 2022.

## Urbanisme

### Typologie
Au 1er janvier 2024, Saint-Martin-Belle-Roche est catégorisée ceinture urbaine, selon la nouvelle grille communale de densité à sept niveaux définie par l'Insee en 2022.
Elle appartient à l'unité urbaine de Saint-Martin-Belle-Roche, une agglomération intra-départementale regroupant deux  communes, dont elle est ville-centre,,. Par ailleurs la commune fait partie de l'aire d'attraction de Mâcon, dont elle est une commune de la couronne,. Cette aire, qui regroupe 105 communes, est catégorisée dans les aires de 50 000 à moins de 200 000 habitants,.

### Occupation des sols
L'occupation des sols de la commune, telle qu'elle ressort de la base de données européenne d’occupation biophysique des sols Corine Land Cover (CLC), est marquée par l'importance des territoires agricoles (59,3 % en 2018), en diminution par rapport à 1990 (63,5 %). La répartition détaillée en 2018 est la suivante : terres arables (32 %), zones agricoles hétérogènes (24,2 %), zones urbanisées (17,5 %), mines, décharges et chantiers (11,3 %), eaux continentales (5,6 %), forêts (3,4 %), prairies (3,1 %), zones industrielles ou commerciales et réseaux de communication (2,9 %). L'évolution de l’occupation des sols de la commune et de ses infrastructures peut être observée sur les différentes représentations cartographiques du territoire : la carte de Cassini (XVIIIe siècle), la carte d'état-major (1820-1866) et les cartes ou photos aériennes de l'IGN pour la période actuelle (1950 à aujourd'hui).

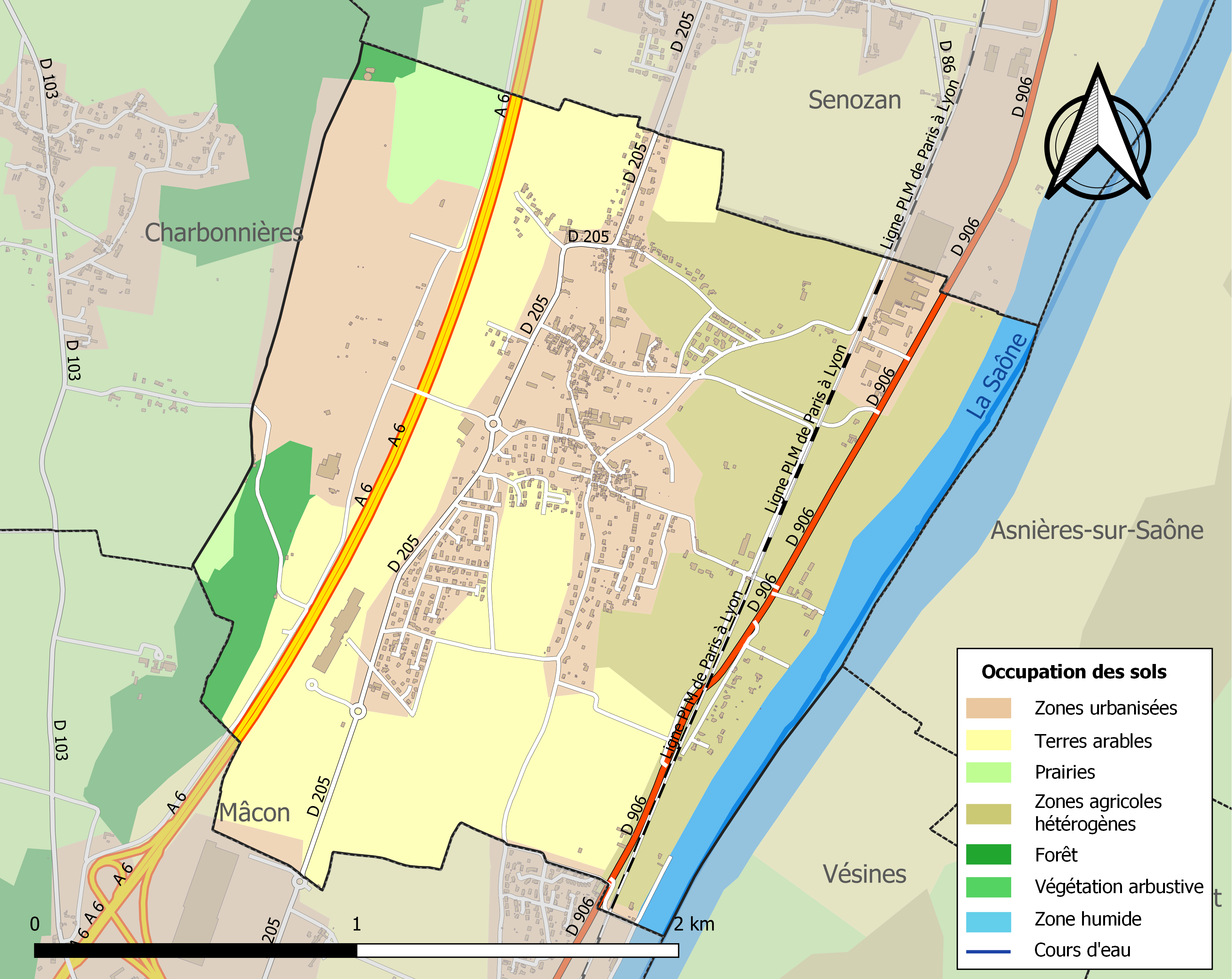
Carte des infrastructures et de l'occupation des sols de la commune en 2018 (CLC).

## Histoire
1793 : Saint-Martin-de-Senozan, dans le contexte révolutionnaire, change de nom et devient Saint-Martin-Belle-Roche.
En 1894, par décret, Saint-Martin-de-Senozan devient Saint-Martin-Belle-Roche.

## Politique et administration
| Période                                  | Période          | Identité                  | Étiquette | Qualité |
| ---------------------------------------- | ---------------- | ------------------------- | --------- | ------- |
| 14 novembre 1894                         | 25 avril 1907    | Jean-Baptiste Bouchacourt |           |         |
| 2 juin 1907                              | 24 février 1934  | Pierre Fichet             |           |         |
| 25 février 1934                          | 5 mai 1940       | Philippe Corsin           |           |         |
| 1er septembre 1940                       | 17 mai 1945      | Claude-Marie Morin        |           |         |
| 17 mai 1945                              | 14 octobre 1950  | Albert De La Boulaye      |           |         |
| 14 octobre 1950                          | 5 mars 1959      | Jacques Sauvageot         |           |         |
| 15 mars 1959                             | 14 novembre 1959 | Claude Mont               |           |         |
| 10 décembre 1959                         | 31 mars 1970     | Urbain Turland            |           |         |
| 30 mai 1970                              | 15 novembre 1985 | Claudius Berthelier       |           |         |
| 16 novembre 1985                         | mars 2008        | Albert Prost              |           |         |
| mars 2008                                | juin 2020        | André Berthoud            |           |         |
| juin 2020                                | en cours         | Bernard Desplat           |           |         |
| Les données manquantes sont à compléter. |                  |                           |           |         |

## Démographie
L'évolution du nombre d'habitants est connue à travers les recensements de la population effectués dans la commune depuis 1793. Pour les communes de moins de 10 000 habitants, une enquête de recensement portant sur toute la population est réalisée tous les cinq ans, les populations de référence des années intermédiaires étant quant à elles estimées par interpolation ou extrapolation. Pour la commune, le premier recensement exhaustif entrant dans le cadre du nouveau dispositif a été réalisé en 2005.

En 2022, la commune comptait 1 388 habitants, en évolution de +0,14 % par rapport à 2016 (Saône-et-Loire : −1,06 %, France hors Mayotte : +2,11 %).
| 1793 | 1800 | 1806 | 1821 | 1831 | 1836 | 1841 | 1846 | 1851 |
| ---- | ---- | ---- | ---- | ---- | ---- | ---- | ---- | ---- |
| 416  | 490  | 451  | 451  | 456  | 534  | 589  | 615  | 669  |

| 1856 | 1861 | 1866 | 1872 | 1876 | 1881 | 1886 | 1891 | 1896 |
| ---- | ---- | ---- | ---- | ---- | ---- | ---- | ---- | ---- |
| 733  | 704  | 712  | 678  | 687  | 660  | 652  | 611  | 626  |

| 1901 | 1906 | 1911 | 1921 | 1926 | 1931 | 1936 | 1946 | 1954 |
| ---- | ---- | ---- | ---- | ---- | ---- | ---- | ---- | ---- |
| 644  | 665  | 643  | 555  | 521  | 489  | 463  | 447  | 552  |

| 1962 | 1968 | 1975 | 1982  | 1990  | 1999  | 2005  | 2006  | 2010  |
| ---- | ---- | ---- | ----- | ----- | ----- | ----- | ----- | ----- |
| 696  | 816  | 993  | 1 278 | 1 150 | 1 151 | 1 182 | 1 209 | 1 297 |

| 2015  | 2020  | 2022  | - | - | - | - | - | - |
| ----- | ----- | ----- | - | - | - | - | - | - |
| 1 380 | 1 387 | 1 388 | - | - | - | - | - | - |

## Économie

Les vignobles du Mâconnais.

D'une part, la commune accueille le siège social de Régilait, entreprise française de l'industrie agroalimentaire créée dans l'immédiat après-guerre, spécialisée dans la transformation et le conditionnement de produits laitiers. Le principal site de transformation de cette entreprise se situe également sur le territoire de Saint-Martin-Belle-Roche. La société est leader mondial des laits en poudre granulés et leader en France des laits concentrés.
D'autre part, les carrières Masson, entrées en service à la fin du XIXe siècle, sont présentes de l'autre côté de l'autoroute A6, toujours sur le territoire communal, exploitant une roche sédimentaire vieille de 25 millions d'années (coquillage compressé) teintée de rose. Ces carrières de calcaire sont très appréciées, ce qui fait de Saint-Martin-Belle-Roche une commune renommée pour sa pierre de qualité (non gélive), utilisée pour les pierres tombales, les pavés pour les sols, les margelles pour les piscines, etc.

## Lieux et monuments
- Le vieux clocher roman.
- L'église Saint-Martin, édifice consacré du diocèse d'Autun relevant de la paroisse Notre-Dame-des-Coteaux-en-Mâconnais (Lugny).
- Le château de Saint-Martin-Belle-Roche.
- Une carrière de pierre exploitée par l'entreprise familiale Masson.

## Culte
Saint-Martin-Belle-Roche appartient à l'une des sept paroisses composant le doyenné de Mâcon (doyenné relevant du diocèse d'Autun) : la paroisse Notre-Dame-des-Coteaux en Mâconnais, paroisse qui a son siège à Lugny (avec le père Bernard Blondaux pour curé) et qui regroupe la plupart des villages du Haut-Mâconnais.
À Saint-Martin-Belle-Roche est implanté le carmel Saint-Joseph, maison-mère de l'Institut de vie contemplative fondé le 12 septembre 1872 par Léontine Jarre. Les carmélites de Saint-Joseph sont présentes dans dix pays.

## Galerie de photos

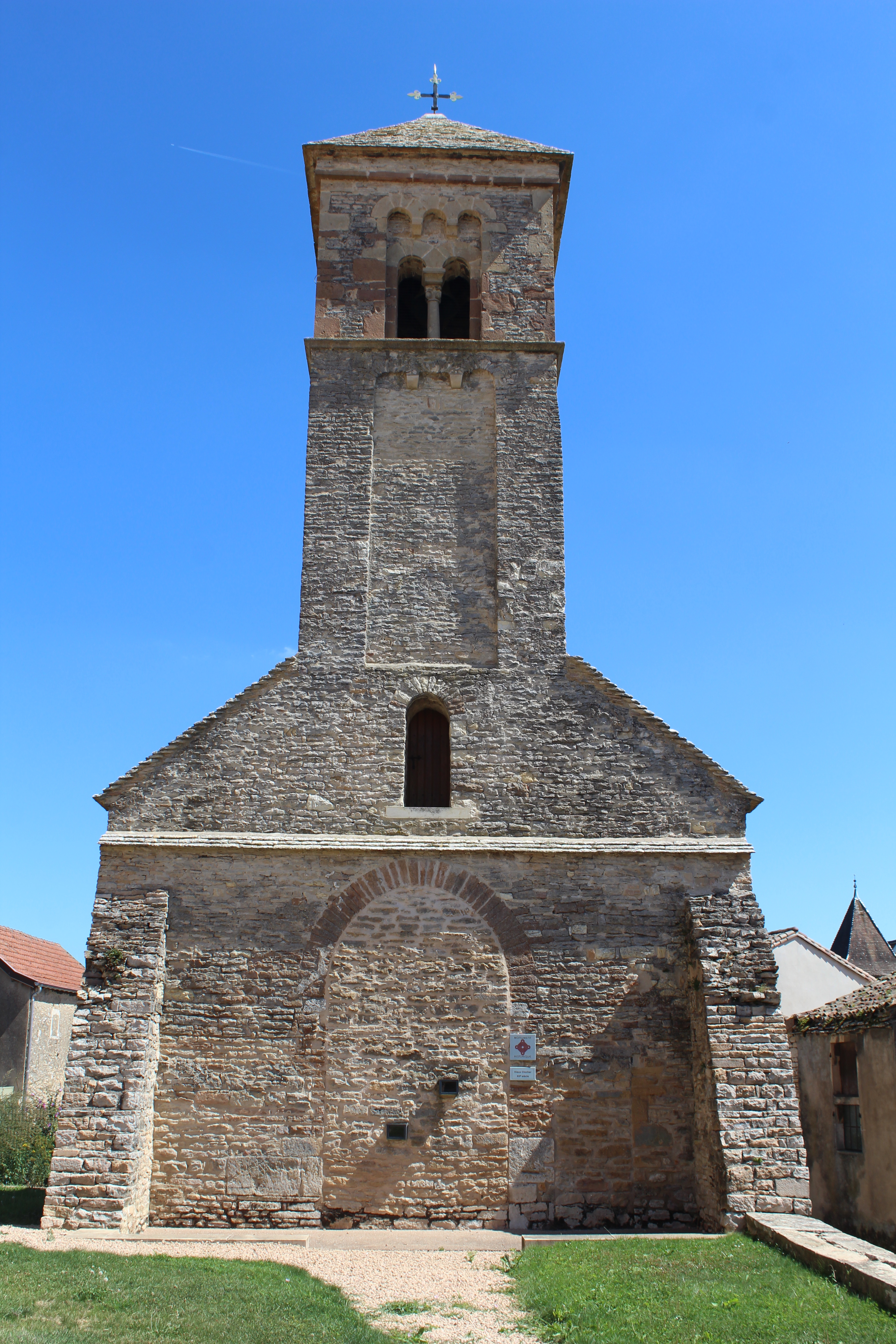
Vieux clocher roman du XIIe siècle de Saint-Martin-Belle-Roche, monument historique depuis 1942.
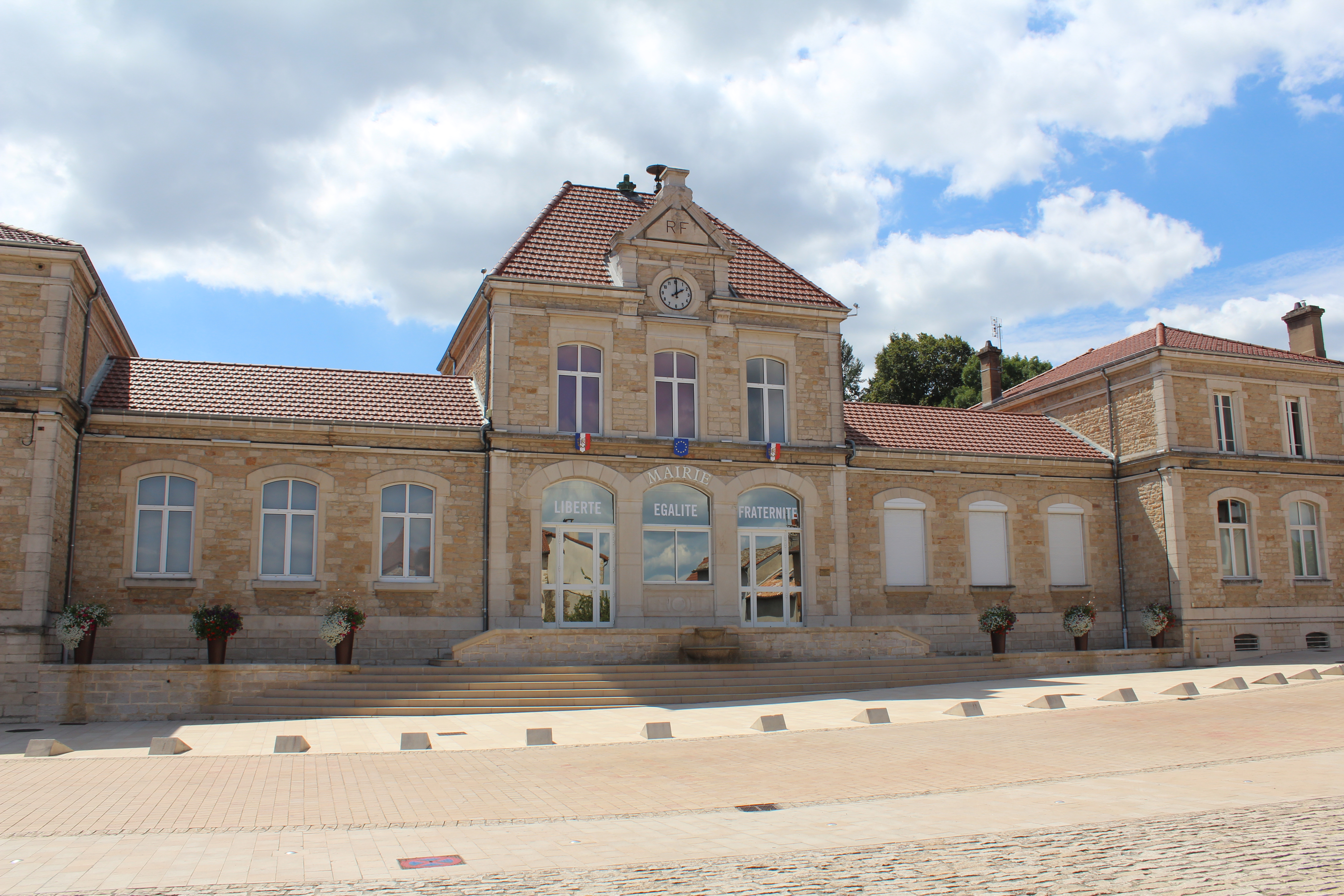
Mairie de Saint-Martin-Belle-Roche.
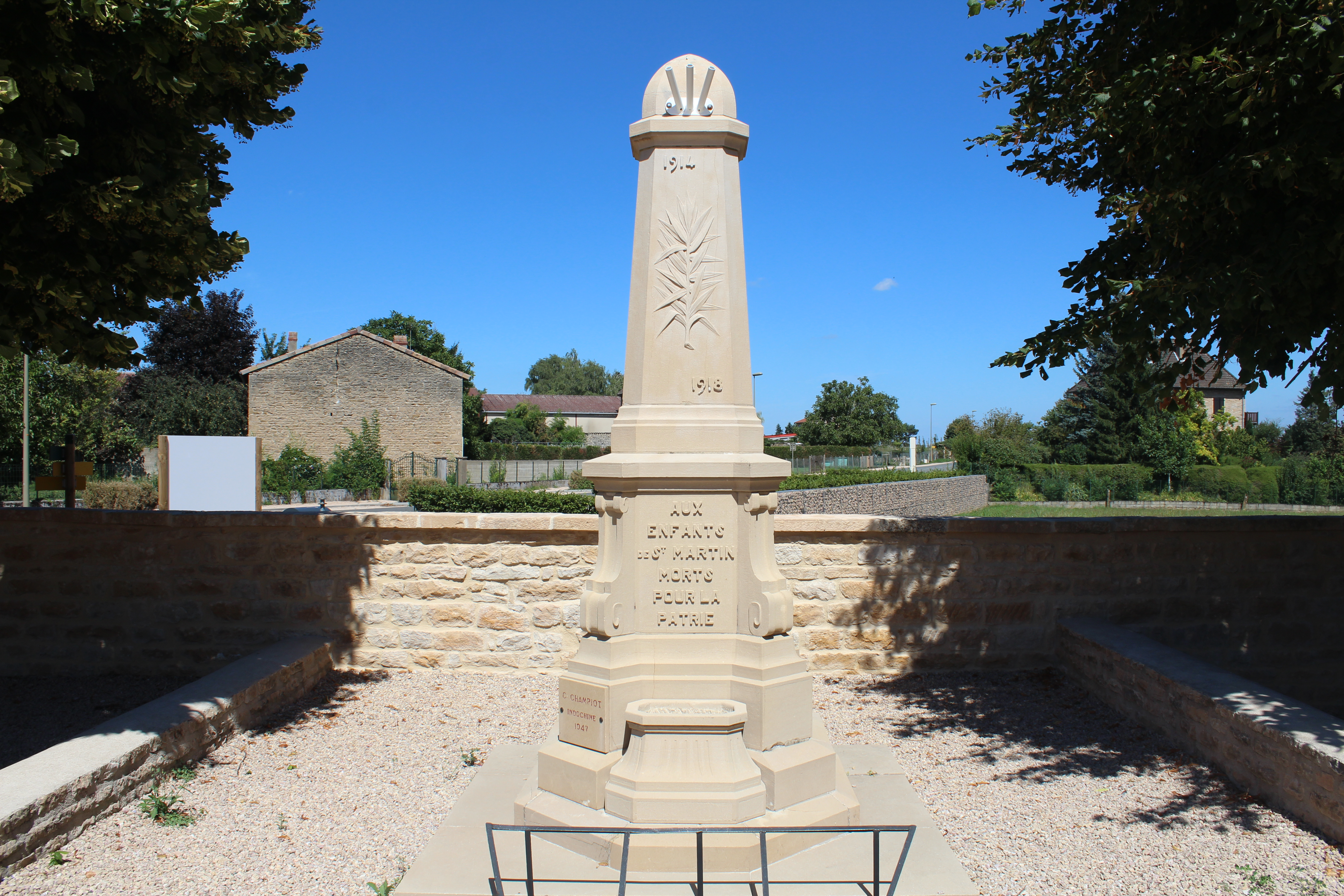
« La Commune, à la mémoire des Français d'Outre-Mer morts pour la France ».
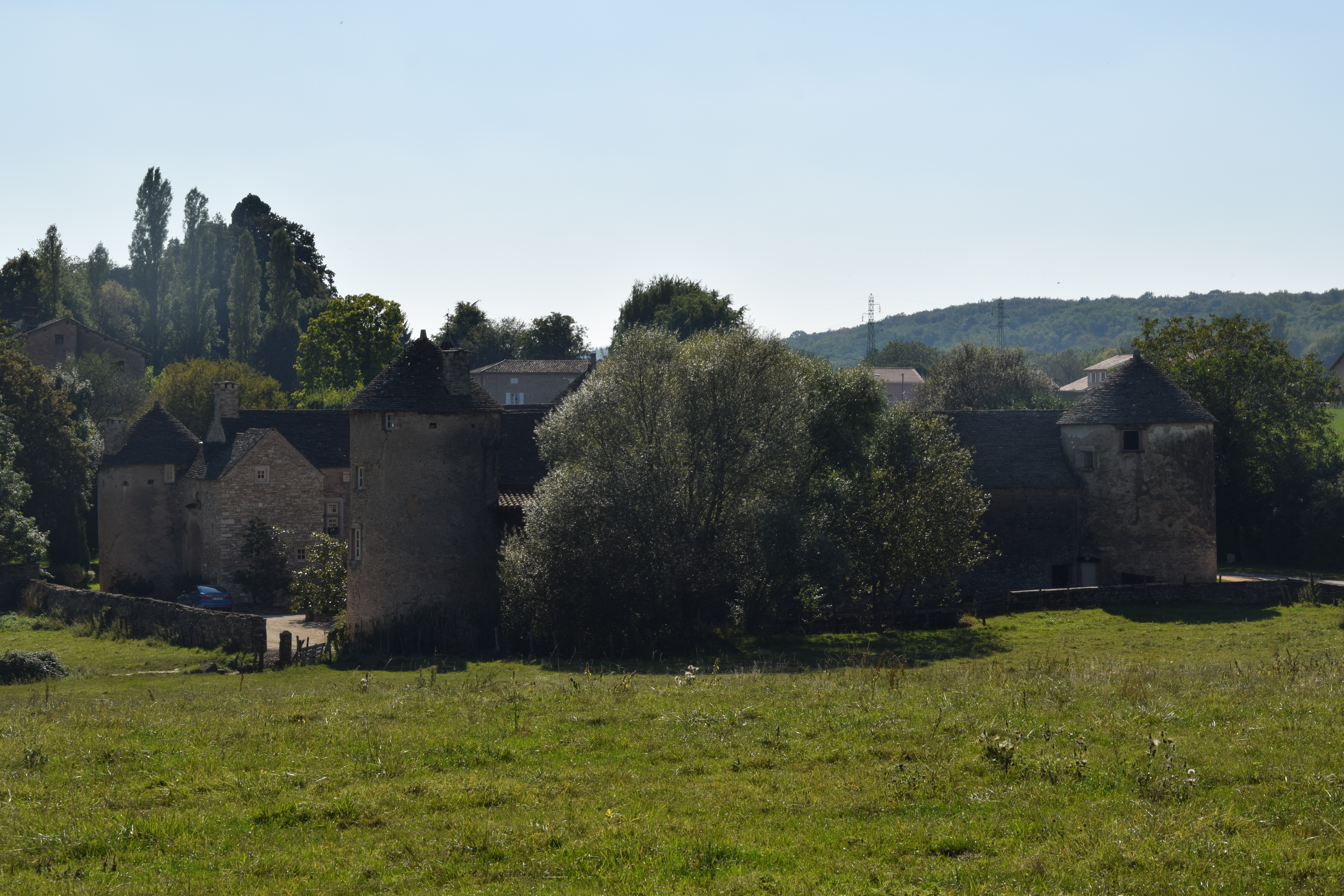
Château de Saint-Martin-Belle-Roche, monument historique depuis 1987.

## Pour approfondir